# قطعنامه ۵ شورای امنیت
قطعنامه ۵ شورای امنیت سازمان ملل متحد که در تاریخ ۸ مه ۱۹۴۶ تصویب شد، سندی بین‌المللی دربارهٔ بحران ایران است. این قطعنامه خروج نیروهای شوروی از ایران را به توافق به بین دولت ایران و شوروی موکول می کند. این قطعنامه طی نشست ۴۰ام با ۱۰ موافق، ۰ مخالف و ۱ غایب تصویب شد. شوروی در رای‌گیری غایب بود.